# Psittaculini
Psittaculini – plemię ptaków z podrodziny papug wschodnich (Psittaculinae) w obrębie rodziny papug wschodnich (Psittaculidae).

## Zasięg występowania
Plemię obejmuje gatunki występujące w Australazji, Azji Południowo-Wschodniej i Południowej oraz Afryce.

## Systematyka
Do plemienia należą następujące rodzaje:
- Alisterus Mathews, 1911
- Aprosmictus Gould, 1842
- Polytelis Wagler, 1832
- Prioniturus Wagler, 1832
- Eclectus Wagler, 1832
- Geoffroyus Bonaparte, 1850
- Psittinus Blyth, 1842
- Psittacula Cuvier, 1800
- Lophopsittacus A. Newton, 1875 – jedynym przedstawicielem jest wymarła Lophopsittacus mauritianus (Owen, 1866) – papuga maurytyjska
- Necropsittacus A. Milne-Edwards, 1874 – jedynym przedstawicielem jest wymarła Necropsittacus rodricanus (A. Milne-Edwards, 1867) – papuga rodrigueska